# Gradi dello Heer
I gradi dello Heer esprimevano una propria gerarchia di gradi militari, così come la marina e l'aeronautica.

## Colletti, spalline e maniche
Le promozioni della Wehrmacht erano date in due circostanze principali: la prima quando il soldato in questione superava un certo lasso di servizio. Ad esempio, uno Schütze doveva essere promosso a Gefreiter dopo 6 mesi di servizio, un Gefreiter a Obergefreiter dopo 2 anni. Durante la guerra queste regole erano molto spesso dimenticate e molte promozioni erano irregolari. Secondariamente, le promozioni erano attribuite per il coraggio in battaglia, l'abilità di comando oppure semplicemente perché un superiore cadeva in combattimento e occorreva qualcuno che lo sostituisse. Ad esempio, se un caposquadra veniva ucciso e non c'erano sottufficiali al momento per sostituirlo, il comandante in seconda veniva promosso e prendeva la sua posizione.
| Ufficiali generali - Generäle                                   |                            |          |                |                                                               |
| Generalfeldmarschall                                            | Feldmaresciallo            | [ 5 ]    | [ 6 ]          | -                                                             |
| Generaloberst                                                   | Colonnello generale        |          |                | -                                                             |
| General                                                         | Generale di Corpo d'Armata |          |                | -                                                             |
| Generalleutnant                                                 | Tenente generale           |          |                | -                                                             |
| Generalmajor                                                    | Maggior generale           |          |                | -                                                             |
| Ufficiali superiori - Stabsoffiziere                            |                            |          |                |                                                               |
| Oberst                                                          | Colonnello                 |          |                | -                                                             |
| Oberstleutnant                                                  | Tenente Colonnello         |          |                | -                                                             |
| Major                                                           | Maggiore                   |          |                | -                                                             |
| Ufficiali inferiori - Kompanieoffiziere                         |                            |          |                |                                                               |
| Hauptmann                                                       | Capitano                   |          |                | -                                                             |
| Oberleutnant                                                    | Tenente                    |          |                | -                                                             |
| Leutnant                                                        | Sottotenente               |          |                | -                                                             |
| Sottufficiali (Ruolo marescialli) - Unteroffiziere mit Portepee |                            |          |                |                                                               |
| Stabsfeldwebel                                                  | Maresciallo Maggiore       |          |                | -                                                             |
| Oberfeldwebel                                                   | Maresciallo Capo           |          |                | -                                                             |
| Feldwebel                                                       | Maresciallo Ordinario      |          |                | -                                                             |
| Sottufficiali (ruolo sergenti) - Unteroffiziere ohne Portepee   |                            |          |                |                                                               |
| Unterfeldwebel                                                  | Sergente Maggiore          |          |                | -                                                             |
| Unteroffizier                                                   | Sergente                   |          |                | -                                                             |
| Truppa - Mannschaften                                           |                            |          |                |                                                               |
| Stabsgefreiter                                                  | -                          |          |                |                                                               |
| Obergefreiter                                                   | Caporale Maggiore          |          |                | (oltre i sei anni di servizio) (sotto i sei anni di servizio) |
| Gefreiter                                                       | Caporale                   |          |                |                                                               |
| Oberschütze                                                     | Soldato Scelto             |          |                |                                                               |
| Schütze                                                         | Soldato                    |          |                | -                                                             |
| Grado                                                           | Traduzione                 | Mostrina | Controspallina | Paramano                                                      |

Dati tratti da:

## Comparazione dei gradi
Nella lista che segue sono elencati i gradi partendo dal più alto (Generalfeldmarschall), a quello più basso (Schütze) affiancati dalla relativa comparazione con quelli del Regio Esercito:
- Generalfeldmarschall - Maresciallo d'Italia;
- Generaloberst - Generale d'armata;
- General... - Generale di corpo d'armata;
- Generalleutnant - Generale di divisione;
- Generalmajor - Generale di brigata;
- Oberst - Colonnello;
- Oberstleutnant - Tenente colonnello;
- Major - Maggiore;
- Hauptmann - Capitano;
- Oberleutnant - Tenente;
- Leutenant - Sottotenente;
- Stabsfeldwebel - Maresciallo maggiore;
- Oberfeldwebel - Maresciallo capo;
- Feldwebel - Maresciallo ordinario;
- Unterfeldwebel - Sergente maggiore;
- Unteroffizier - Sergente;
- Obergefreiter - Caporale maggiore;
- Gefreiter - Caporale
- Oberschütze - Soldato scelto;
- Schütze - Soldato.

## Waffenfarbe
Il personale dello Heer aveva anche diverse specializzazioni a seconda del reparto di appartenenza. La specializzazione veniva riconosciuta guardando la Waffenfarbe, cioè il colore delle controspalline o dello sfondo delle mostrine.
Le Waffengattungsfarben (così erano chiamate all'inizio le Waffenfarben) entrarono in uso quando nel 1919 prese vita il nuovo esercito tedesco (Reichsheer). I colori distintivi delle specialità erano undici ma quando le forze armate tedesche iniziarono ad espandersi, questi risultarono inadeguati per distinguere i nuovi tipi di soldato.
I colori furono:
- le truppe corazzate adottarono come colore delle Waffenfarben il rosa, così come la fanteria delle divisioni corazzate che aveva anche, per differenziarsi dalla normale fanteria, una "S" disegnata nelle controspalline (verso la fine del 1939 però il colore per questi soldati cambiò in verde erba, effettivo dal 1942-1943 con l'istituzione dei panzergrenadier);
- le unità addette ai trasporti (senza distinzione se motorizzate o ippotrainate) il blu;
- la cavalleria il giallo.

Agli ufficiali fu assegnato il grigio scuro "strappato" agli Jäger e alle truppe da montagna che ripiegarono sul verde chiaro.
I fucilieri, nient'altro che semplici fanti o addetti alla ricognizione nelle divisioni Volksgrenadier, avevano in alcuni casi le Waffenfarben bianche o color oro.
Ad allargare il già ampio parco dei colori vennero le unità anticarro (Panzerjäger): inizialmente si riconoscevano dalle Waffenfarben rosa e da una "P" disegnata nelle controspalline, ma il gran numero di specializzazioni fece sì che venissero introdotti altri colori.
Come già detto, la Waffenfarbe dipendeva dal tipo di reparto in cui il soldato militava. Ad esempio un medico arruolato in un reggimento di fanteria le aveva bianche, ma se invece faceva parte di un battaglione medico le aveva blu fiordaliso.
Il sistema delle Waffenfarben si rivelò comunque fallimentare. Non sempre i cambiamenti poterono essere resi effettivi a causa della carenza di materiale, altre volte capitavano errori nella fabbricazione delle parti dell'uniforme, inoltre in alcuni casi di trasferimento, al soldato era permesso mantenere il colore della vecchia unità se ne faceva richiesta. Il risultato di questa confusione fu che quando la guerra iniziò, nel 1939, l'uso delle Waffenfarben era notevolmente calato.
Nella tabella che segue il colore di sfondo contraddistingue la specialità.